# ارثیه دخترک خدمتکار
ارثیه دخترک خدمتکار (انگلیسی: The Servant Girl's Legacy) یک فیلم کمدی صامت کوتاه به کارگردانی آرتور هاتلینگ است که در سال ۱۹۱۴ منتشر شد. از بازیگران این فیلم می‌توان به اولیور هاردی، ریموند مک‌کی و میبل پیج اشاره کرد.